# Carl Hueter
Carl Hueter (* 27. November 1838 in Marburg; † 12. Mai 1882 in Greifswald) war ein deutscher Chirurg, Lehrstuhlinhaber in Greifswald und Politiker, unter anderem Mitglied des Reichstages.

## Biografie
Als Sohn von Carl Christoph Hueter, Lehrstuhlinhaber für Chirurgie und Geburtshilfe in Marburg, begann Carl Hueter 1854 sein Medizinstudium an der Philipps-Universität. Er wurde Mitglied des Corps Teutonia Marburg, das ihn am 14. Juni 1855 recipierte. Er beendete das Studium 1858 mit dem Staatsexamen in Kassel. 1859 wurde er in Marburg zum Dr. med. promoviert. Von 1861 bis 1863 arbeitete Hueter am Anatomischen Institut in Paris, wo er menschliche Gelenke untersuchte. Von 1863 bis 1864 war er zunächst Assistent in Marburg und danach in Berlin bei Rudolf Virchow. Nach seiner Teilnahme am Deutsch-Dänischen Krieg ging Hueter 1865 als Assistenzarzt zu Bernhard von Langenbeck, bei dem er sich 1868 habilitierte.
Die Universität Rostock berief ihn als Nachfolger von Gustav Simon. Hueter ging Anfang 1870 von Mecklenburg nach Vorpommern und übernahm den Lehrstuhl der Universität Greifswald. Am Deutsch-Französischen Krieg nahm er als Sanitätsoffizier teil. Für das akademische Jahr 1877/78 wurde er zum Rektor der Universität Greifswald gewählt. In dieser Zeit gründete Hueter mit dem Straßburger Chirurgen Albert Lücke die Deutsche Zeitschrift für Chirurgie. Sie erschien im Leipziger Verlag F. C. W. Vogel. In den folgenden Jahrzehnten wurde sie u. a. von Wilhelm Anschütz, Ferdinand Sauerbruch und August Bier herausgegeben. Hueter wurde bei der Reichstagswahl 1881 für die Liberale Vereinigung in den Reichstag (Deutsches Kaiserreich) gewählt. Dort schloss er sich als Hospitant der Fraktion der Deutschen Fortschrittspartei an. Verheiratet war er mit Marie Hueter, geborene Harder, aus Barkow im Landkreis Greifenberg i. Pom. Er war Bruder von Victor Hüter, Professor für Gynäkologie in Marburg, der später in Göttingen starb. Nach Hueter ist das Hueter-Dreieck oder die Hueter-Linie zur Orientierung am Ellenbogen benannt.

## Veröffentlichungen
- Geschichtliche Beitraege zur Lere von der Kephalotripsie und den Kephalotriben. Elwert, Marburg 1859, (Digitalisat; Marburg, Universität, Dissertation, 1859).
- Die Formenentwickelung am Skelet des menschlichen Thorax. F. C. W. Vogel, Leipzig 1865 (Digitalisat).
- Zur Rhinoplastik. In: Berliner Klinische Wochenschrift. Bd. 6, Nr. 1, 1869, S. 5–8.
- Klinik der Gelenkkrankheiten mit Einschluss der Orthopaedie. Auf anatomisch-physiologischen Grundlagen nach klinischen Beobachtungen für Ärzte und Studirende bearbeitet. 2 Bände. F. C. W. Vogel, Leipzig 1870, (Digitalisat).
- Ueber das Panaritium, seine Folgen und Behandlungen (= Sammlung klinischer Vorträge. Nr. 9 = Sammlung klinischer Vorträge. Chirurgie. Nr. 4, ZDB-ID 500214-X). Breitkopf & Härtel, Leipzig 1870, (Digitalisat).
- Ueber die chirurgische Behandlung der Wundfieber bei Schusswunden (= Sammlung klinischer Vorträge. Nr. 22 = Sammlung klinischer Vorträge. Chirurgie. Nr. 7). Breitkopf & Härtel, Leipzig 1871, (Digitalisat).
- Die Scrofulose und ihre locale Behandlung als Prophylaxe gegenüber der Tuberculose (= Sammlung klinischer Vorträge. Nr. 49 = Sammlung klinischer Vorträge. Chirurgie. Nr. 15). Breitkopf & Härtel, Leipzig 1872.
- Die Cheilo-angioskopien, eine neue Untersuchungsmethode zu physiologischen und pathologischen Zwecken. In: Centralblatt für die medicinischen Wissenschaften. Bd. 17, Nr. 13, 1879, ISSN 1013-1329, S. 225–256.
- Grundriss der Chirurgie. 2 Bände. F. C. W. Vogel, Leipzig 1880–1882, (Digitalisate: Band 1, Band 2); 2., umgearbeitete Auflage ebenda 1883.